# Stråsjön (Järvsö socken, Hälsingland, 684570-150274)
Stråsjön är en sjö i Ljusdals kommun i Hälsingland och ingår i Ljusnans huvudavrinningsområde. Sjön har en area på 0,765 kvadratkilometer och ligger 205,3 meter över havet. Sjön avvattnas av vattendraget Stocksboån (Sundsån).

## Delavrinningsområde
Stråsjön ingår i det delavrinningsområde (684456-150257) som SMHI kallar för Utloppet av Stråsjön. Medelhöjden är 227 meter över havet och ytan är 4,39 kvadratkilometer. Räknas de 10 avrinningsområdena uppströms in blir den ackumulerade arean 73,11 kvadratkilometer. Stocksboån (Sundsån) som avvattnar avrinningsområdet har biflödesordning 3, vilket innebär att vattnet flödar genom totalt 3 vattendrag innan det når havet efter 146 kilometer. Avrinningsområdet består mestadels av skog (72 procent). Avrinningsområdet har 0,76 kvadratkilometer vattenytor vilket ger det en sjöprocent på 17,2 procent.